# Фалендиш Йосип Дмитрович
Йосип Дмитрович Фалендиш (24 лютого 1893, місто Тернопіль — 21 листопада 1973, місто Тернопіль Тернопільської області) — український радянський діяч, вчитель, директор Тернопільської середньої школи № 3. Депутат Верховної Ради УРСР 2-го скликання (1947—1951).

## Біографія
Народився у родині робітника. У 1903—1912 роках — учень Тернопільської української державної гімназії. У 1912—1916 роках — студент природничого (біологічного) факультету Львівського університету.
У 1916—1918 роках — в австро-угорській армії, учасник Першої світової війни.
До 1921 року займався приватною педагогічною практикою, як педагог-природознавець.
У 1921—1930 роках — вчитель в українській та польській гімназіях в місті Тернополі, вчитель Тернопільської гімназії «Рідна школа». У 1930—1939 роках — вчитель народної школи села Івачів Долішній Тернопільського воєводства.
У 1939 — липні 1941 року — директор Тернопільської середньої школи № 4.
Під час німецько-радянської війни працював лаборантом сільськогосподарської станції боротьби із шкідниками зернових культур.
У 1944—1954 роках — директор Тернопільської середньої школи № 3.
Потім — на пенсії у місті Тернополі.

## Нагороди
- медалі
- відмінник народної освіти Української РСР